# Wo De Nan Peng You
Wo De Nan Peng You (愉此一生S, titolo internazionale My Boyfriend) è una webserie cinese a tematica omosessuale pubblicata dal 19 maggio al 22 giugno 2017 sulla piattaforma Youku.

## Trama
Fang Cheng è un poliziotto che sta investigando su un delicatissimo caso di droga e alla vicenda lavora con A Sha, una sua collega, e con Kong Ji, un delinquente di basso rango. Decide anche di farsi aiutare da Song Zhe, un suo vecchio amico di scuola e fotografo professionista.
Più il tempo passa più Fang Cheng e Song Zhe sembrano avvicinarsi fino a quando tra i due nasce un forte amore. Improvvisamente, però, Song rivela a Fang che lo lascia per sposarsi con una ragazza e dopo un tempo imprecisato riceve la notizia che Fang è morto durante un'operazione di polizia.

## Personaggi
- Fang Cheng, interpretato da Yang Chen
Poliziotto coinvolto in operazioni antidroga.
- Song Zhe, interpretato da Shu Han
Fotografo professionista.
- Kong Ji, interpretato da Zu Jia Li
Delinquente e informatore.
- A Sha, interpretata da Deng Chao
Collega di Fang Cheng.